# Flavio Dalmazio (cesare)
Flavio Giulio Dalmazio, anche noto come Dalmazio Cesare (in latino: Flavius Iulius Dalmatius o Delmatius; Tolosa, anni 320 – agosto/inizi settembre 337), è stato un politico romano, membro della dinastia costantiniana e cesare dell'Impero romano dal 335 per volere di suo zio Costantino I.
Morì nel 337, durante le purghe che colpirono la famiglia imperiale dopo la morte di Costantino.

## Biografia

### Origini
Dalmazio era il figlio di Dalmazio il censore, fratello di Annibaliano, e nipote di Costantino I; il nome di sua madre non è noto. Assieme al fratello nacque e crebbe a Tolosa, dove venne educato dal retore Exsuperius.

### Cesare
Costantino II
     Costante I
     Flavio Dalmazio
     Costanzo II

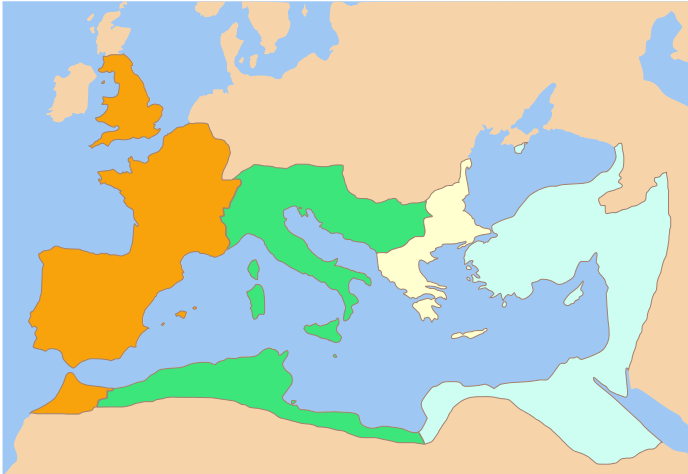
Suddivisione dell'Impero romano, tra il 22 maggio 337 (morte di Costantino I) e il 9 settembre dello stesso anno (elevazione ad augusti dei figli di Costantino).
Costantino II
Costante I
Flavio Dalmazio
Costanzo II

Il 18 settembre 335, Costantino elevò Dalmazio al rango di cesare, assegnandogli la Thracia, l'Achaea e la Macedonia, con probabile capitale a Naisso e compito principale la difesa di quelle province contro i Goti, che le minacciavano di incursioni. Costantino divise così di fatto l'impero in quattro parti, tre per i figli e una per il nipote; la nomina di Dalmazio, però, dovette incontrare l'opposizione dell'esercito, che aveva palesato la propria preferenza per l'accesso della linea dinastica diretta al trono.
La sistemazione dell'impero voluta da Costantino serviva a garantire la presenza di membri della famiglia imperiale in tutte le zone nevralgiche, permettendogli così di preparare in tutta tranquillità la campagna contro i Sasanidi che lo avrebbe tenuto lontano dall'impero per qualche tempo; in tal senso va anche considerata la nomina di Annibaliano a "Re delle genti pontiche", un titolo verosimilmente adatto ad un regno vassallo da istituire in Asia Minore dopo la sconfitta dell'Impero sasanide.

### Morte
Costantino non iniziò mai la campagna sasanide che aveva progettato con tanta cura, in quanto morì nel maggio 337, lasciando l'impero nelle mani dei quattro cesari.
Nell'estate di quell'anno, l'esercito si rese responsabile, con la connivenza dei figli di Costantino, di una purga dei membri maschili della dinastia costantiniana e degli alti funzionari imperiali che potevano aspirare al trono: tra le vittime vi fu Dalmazio, ucciso dai suoi stessi soldati.
Il 9 settembre i tre figli di Costantino, Costantino II, Costanzo II e Costante I, divennero imperatori.
La versione ufficiale, voluta da Costanzo II, tramanda che i soldati si erano già opposti nel 335 alla nomina di Dalmazio; alla morte di Costantino, l'esercito avrebbe quindi soddisfatto il proprio desiderio di porre sul trono imperiale solo i figli dell'imperatore, con Costanzo costretto ad accettare il fatto compiuto. Venne anche messa in giro la voce che Dalmazio e il fratello Annibaliano, che nei piani dell'imperatore sarebbe dovuto divenire re di uno stato vassallo in oriente e che fu ucciso nella stessa occasione, avessero avvelenato Costantino.